# Walfergem
 (juillet 2021).
Si vous disposez d'ouvrages ou d'articles de référence ou si vous connaissez des sites web de qualité traitant du thème abordé ici, merci de compléter l'article en donnant les références utiles à sa vérifiabilité et en les liant à la section « Notes et références ».
Walfergem est une localité de la commune belge d'Asse située en Région flamande dans la province du Brabant flamand.
Elle fait partie de la ceinture verte de Bruxelles.

## Histoire
Le 25 avril 1966 village fut le théâtre de la catastrophe de Walfergem lorsqu'une voiture heurta un groupe de 13 enfants. Il y eut 10 morts.